# Microcerella rufomaculata
Microcerella rufomaculata är en tvåvingeart som beskrevs av Macquart 1851. Microcerella rufomaculata ingår i släktet Microcerella och familjen köttflugor. Inga underarter finns listade i Catalogue of Life.